# Rangoli

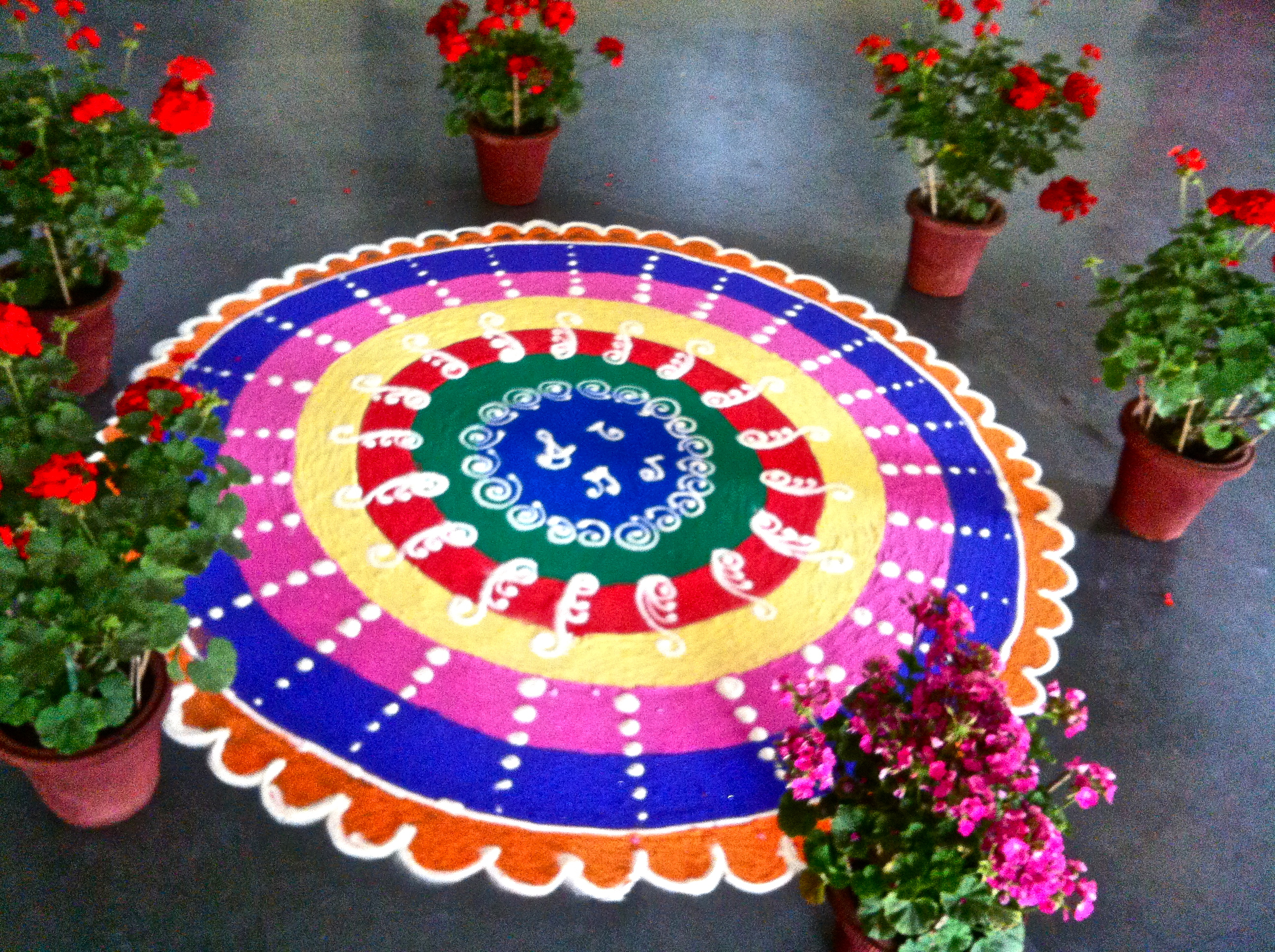
Rangoli.

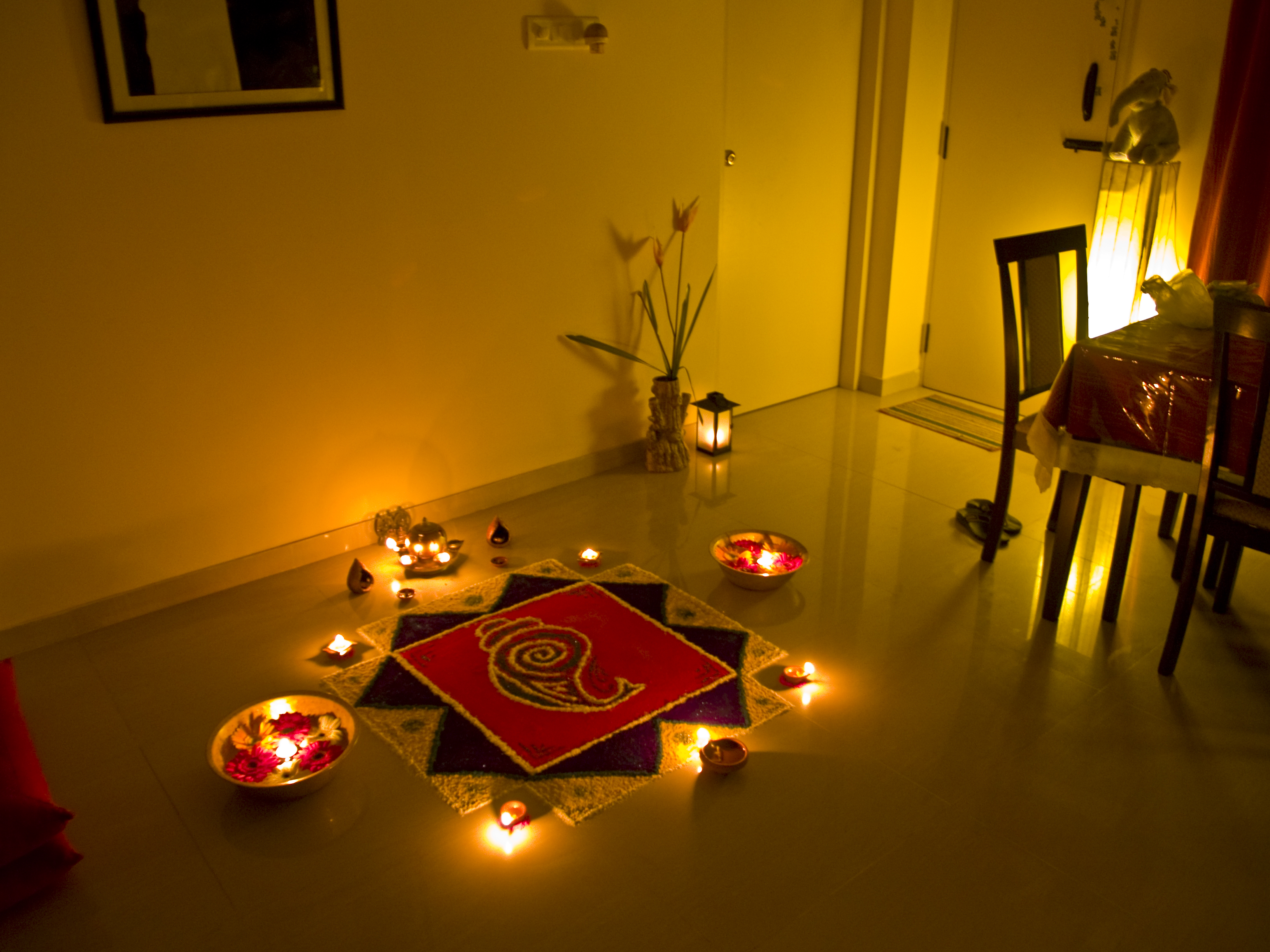
Un rangoli pintado en la celebración de Diwali, un festival popular hindú.

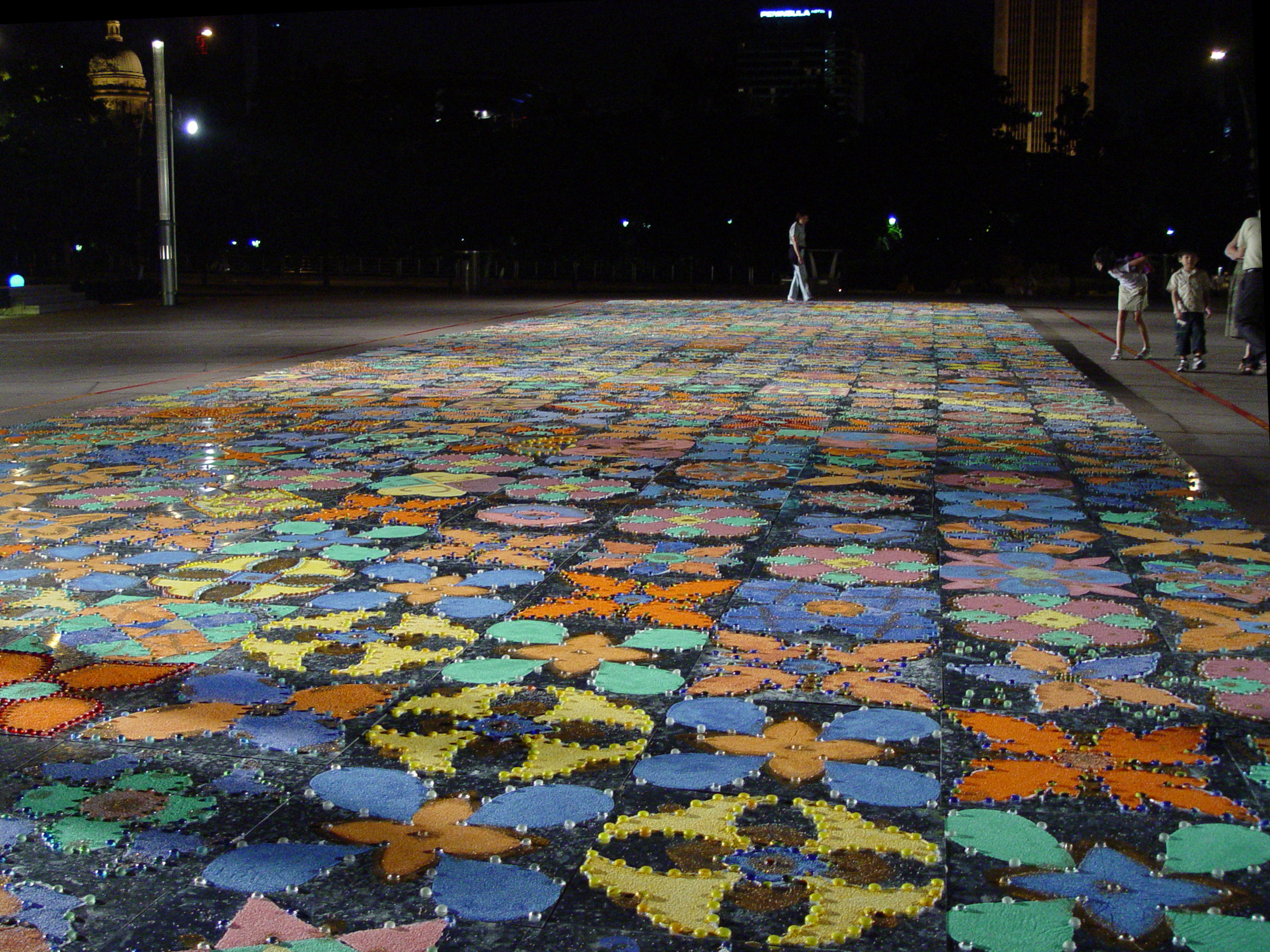
Rangoli en Singapur.

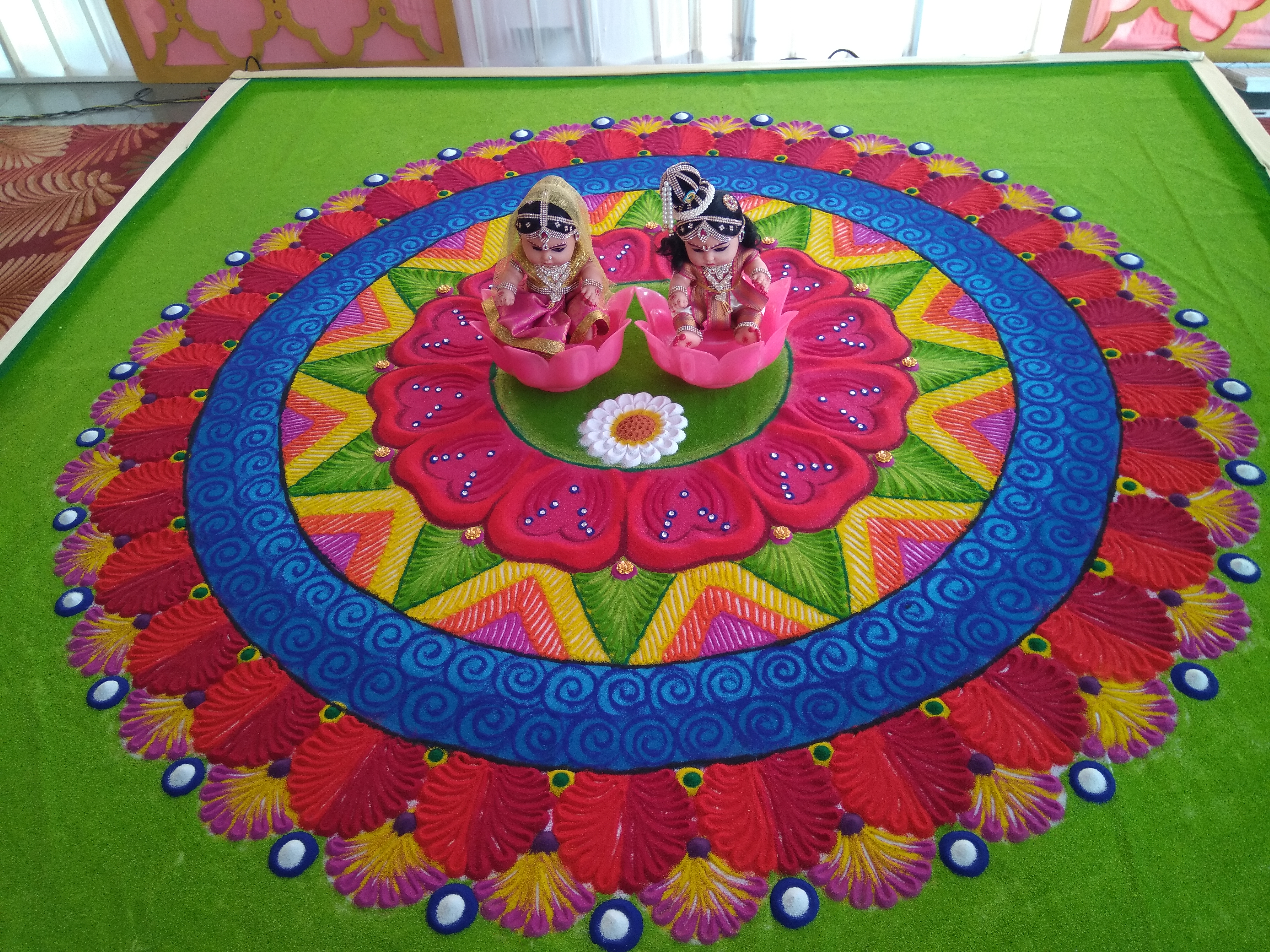
Un rangoli está decorado con un ídolo de Krishna y Radha

El rangoli también conocida como kolam es un tipo de arte folclórico de la India. Se denomina rangoli a una serie de diseños decorativos realizados en los pisos de las salas de estar y patios durante los festivales hindúes. El objetivo es que sean zonas de bienvenida sagradas para las deidades hindúes. La tradición de estos símbolos antiguos ha pasado de generación en generación, manteniéndose viva esta forma de arte y tradición. Los patrones se crean con materiales tales como arroz coloreado, fariña seca, arena (coloreada) y hasta pétalos de flores. La tradición de preparar rangoli u otras prácticas similares es muy popular en diferentes estados de la India; así en Tamil Nadu, se realiza el kolam, el madanae en Rajasthan, chowkpurna en el norte de la India, alpana en Bengala, muggu en Andhra Pradesh, ossa en Orissa, aripana en Bihar y chowk pujan en Uttar pradesh.
El rangoli no es solo una forma de decoración pero se afirma que el mismo reduce la energía negativa y aumenta la positiva en aquellos sitios donde se lo ubica. El rangoli aporta un elemento decorativo a la vez que se cree que trae buena suerte.  Los diseños y motivos son variados reflejando distintas tradiciones y el folklore característicos de cada región. Tradicionalmente lo realizan las mujeres. generalmente esta práctica se realiza con motivo de festivales, ocasiones auspiciosas, celebraciones de casamientos y otras conmemoraciones o festividades similares.
Los diseños utilizados en el rangoli pueden ser formas geométricas simples, figuras de deidades, formas de pétalos o de flores (acordes con la celebración), pero también pueden ser diseños muy elaborados realizados por varias personas.  El material base por lo general es arroz granulado o harina seca, al cual se le agrega sindoor (bermellón), cúrcuma (amarillo-mostaza) y otros colores naturales. Los colores a base de químicos son una innovación moderna.  Otros materiales incluyen arena coloreada y flores o pétalos, como es el caso de los rangolis de flores.